# Supremo e ínfimo
Em matemática, definem-se os conceitos de majorante/cota superior, minorante/cota inferior, máximo, mínimo, supremo e ínfimo. Embora estes conceitos estejam todos relacionados, são bem diferentes.
Na análise real, estes conceitos adquirem relevância desde a própria construção dos números reais e estão intimamente ligados à ideia de limite.

## Definições
Seja {\displaystyle S\,}, um subconjunto de um conjunto {\displaystyle P\,} parcialmente ordenado pela relação {\displaystyle \leq \,}.
- Um elemento {\displaystyle M\in P\,} é dito majorante, limite superior ou cota superior de {\displaystyle S\,} se:

{\displaystyle x\leq M,~~\forall x\in S}
- Um elemento {\displaystyle m\in P\,} é dito minorante, limite inferior ou cota inferior de {\displaystyle S\,} se:

{\displaystyle m\leq x,~~\forall x\in S}
- Um elemento {\displaystyle s\in P\,} é dito supremo de {\displaystyle S\,} se for o menor dos majorantes:

{\displaystyle x\leq s,~~\forall x\in S} e
{\displaystyle x\leq s',~~\forall x\in S\Rightarrow s\leq s'}
- Um elemento {\displaystyle i\in P\,} é dito ínfimo de {\displaystyle S\,} se for o maior dos minorantes:

{\displaystyle i\leq x,~~\forall x\in S} e
{\displaystyle i'\leq x,~~\forall x\in S\Rightarrow i'\leq i}
- Um majorante {\displaystyle M\in P\,} é dito máximo de {\displaystyle S\,} se {\displaystyle M\in S\,}.
- Um minorante {\displaystyle m\in P\,} é dito mínimo de {\displaystyle S\,} se {\displaystyle m\in S\,}.
- Se um conjunto tem majorante, diz-se que está limitado superiormente.
- Se um conjunto tem minorante, diz-se que está limitado inferiormente.

## Notação
- Se um conjunto {\displaystyle S\,} possui máximo, ele é denotado:

{\displaystyle \max S=\max _{x\in S}x}
- Se um conjunto {\displaystyle S\,} possui mínimo, ele é denotado:

{\displaystyle \min S=\min _{x\in S}x}
- Se um conjunto {\displaystyle S\,} possui supremo, ele é denotado:

{\displaystyle \sup S=\sup _{x\in S}x}
- Se um conjunto {\displaystyle S\,} possui ínfimo, ele é denotado:

{\displaystyle \inf S=\inf _{x\in S}x}
Se {\displaystyle f:S\to P\,} é uma função de um conjunto {\displaystyle S\,} em um conjunto parcialmente ordenado {\displaystyle P\,}, então usa-se a notação:
{\displaystyle \sup f(S)=\sup _{x\in S}f(x)} e suas análogas.

## Completude
Seja (A, ≤) um conjunto parcialmente ordenado. A é dito completo se para todo conjunto B⊆A, B≠∅, se B tem majorante, então tem supremo.
Este conceito não deve ser confundido com a completude lógica nem com a completude de uma teoria axiomática, pois são conceitos diferentes.

## Exemplos
- O intervalo fechado {\displaystyle \left[0,1\right]=\left\{x\in \mathbb {R} :\;0\leq x\leq 1\right\}\,} possui um elemento mínimo {\displaystyle 0} e máximo {\displaystyle 1}.
- O intervalo semi fechado {\displaystyle \left[0,1\right)=\left[0,1\right[=\left\{x\in \mathbb {R} :\;0\leq x<1\right\}\,} possui um elemento mínimo {\displaystyle 0}, todo {\displaystyle x\geq 1,x\in \mathbb {R} ,}  é majorante do conjunto e seu supremo nos reais é o {\displaystyle 1} que não pertence ao conjunto e, portanto, esse conjunto não tem máximo.
- {\displaystyle \left\{x\in \mathbb {Q} :x^{2}\leq 2\right\}}

Esse conjunto possui um supremo real, {\displaystyle {\sqrt {2}}\,} e infinitas cotas superiores racionais. No entanto, não possui supremo nos números racionais. Portanto, o conjunto dos números racionais não é completo. Por outro lado, o conjunto dos números reais é completo.
- {\displaystyle {\mathcal {P}}\!\left(A\right)}, para um conjunto qualquer {\displaystyle A} considerando a ordem parcial ampla inclusão, {\displaystyle \subseteq }

Esse conjunto tem mínimo {\displaystyle \varnothing } e máximo {\displaystyle A}, segundo a ordem {\displaystyle \subseteq }.
Todo {\displaystyle B\subseteq {\mathcal {P}}\!\left(A\right),B\neq \varnothing } tem supremo e ínfimo em {\displaystyle {\mathcal {P}}\!\left(A\right)}, segundo a ordem {\displaystyle \subseteq }.

## Propriedades
- {\displaystyle \inf S\leq \sup S\,}, contanto que ambos existam.

Propriedades de monotonicidade:
- {\displaystyle A\subseteq B\Longrightarrow \sup A\leq \sup B\,}, contanto que ambos existam.
- {\displaystyle A\subseteq B\Longrightarrow \inf B\leq \inf A\,}, contanto que ambos existam.

Propriedades algébricas:
- Se {\displaystyle A} e {\displaystyle B} são conjuntos limitados e {\displaystyle A+B=\{x+y:x\in A,y\in B\}} então

{\displaystyle \sup(A+B)=\sup A+\sup B}  e  {\displaystyle \inf(A+B)=\inf A+\inf B}.
- Se {\displaystyle A} é um conjunto limitado e {\displaystyle k\in \mathbb {R} } então

{\displaystyle \sup(kA)={\begin{cases}k\sup A,&{\text{if }}k\geq 0,\\k\inf A,&{\text{if }}k<0,\end{cases}}}  e  {\displaystyle \inf(kA)={\begin{cases}k\inf A,&{\text{se }}k\geq 0,\\k\sup A,&{\text{se }}k<0,\end{cases}}}
onde {\displaystyle kA=\{kx:x\in A\}.} (Ver Elon Lages Lima).

## No conjunto de números reais
- Todo conjunto não-vazio de números reais limitado superiormente possui um supremo.
- Todo conjunto não-vazio de números reais limitado inferiormente possui um ínfimo.

Considerando os reais estendidos, {\displaystyle \mathbb {R} _{e}=\mathbb {R} \cup \{-\infty ,+\infty \}}, podemos considerar:
- O supremo de um conjunto não limitado superiormente é definido como {\displaystyle +\infty \,}.
- O ínfimo de um conjunto não limitado inferiormente é definido como {\displaystyle -\infty \,}.
- Na notação de supremo, temos que uma função {\displaystyle f:D\to \mathbb {R} \,} é limitada se e somente se:

{\displaystyle \exists \sup _{x\in D}|f(x)|}, ou, considerando os reais estendidos, {\displaystyle \sup _{x\in D}|f(x)|<\infty }

### Supremo e ínfimo do conjunto vazio
Ainda considerando os números reais estendidos, por completeza e a fim de manter a monotonicidade, definem-se o supremo e o ínfimo do conjunto vazio (quando este é visto como um subconjunto dos reais):
- {\displaystyle \sup \emptyset =-\infty \,}
- {\displaystyle \inf \emptyset =\infty \,}

## Lista de Referências
1. ↑  Lima, Elon Lages (1987). Curso de Análise (vol. 1). Brasília: IMPA-Cnpq. pp. 243–245. ISBN 9-216-05138-8